# Governatorato del Sinai del Nord
Il governatorato del Sinai del Nord (arabo:  محافظة شمال سيناء, Muḥāfaẓat Shimāl Sīnāʾ) è un governatorato dell'Egitto che si trova nel nord della penisola del Sinai. Il capoluogo è al-Arish.
Altre città importanti sono:
- Nachl,
- Rafah, presso il confine con la Striscia di Gaza (Palestina).